# Norwich, Connecticut
Norwich este un oraș cu 36.500 de locuitori (estimare în 2004), situat în comitatul New London, statul Connecticut, Statele Unite ale Americii.

## Demografie
| - 1756 - 5.540 - 1774 - 7.327 - 1782 - 7.325 - 1800 - 3.476 - 1810 - 3.528 - 1820 - 3.634 - 1830 - 5.179 | - 1840 - 7.239 - 1850 - 10.265 - 1860 - 14.048 - 1870 - 16.653 - 1880 - 21.143 - 1890 - 23.048 - 1900 - 24.637 | - 1910 - 28.219 - 1920 - 29.685 - 1930 - 32.438 - 1940 - 34.140 - 1950 - 37.633 - 1960 - 38.506 - 1970 - 41.739 | - 1980 - 38.074 - 1990 - 37.391 - 2000 - 36.117 - 2002 - 36.003 |

## Personalități marcante
- Benedict Arnold, rebel, ulterior general
- Timothy Dwight V, președintele Universității Yale
- Jonas Galusha, guvernatorul statului Vermont
- Jabez W. Huntington, senator în Connecticut
- James Lanman, senator în Connecticut
- Annie Proulx, jurnalistă și autoare
- Edward H. Tarr, muzician, trompetist